# 大杉卓三
大杉 卓三（おおすぎ たくぞう）は、日本のソーシャル・ビジネス研究者、京都産業大学経営学部准教授。バングラデシュを研究拠点としており、グラミン銀行などに関する業績を上げている。研究者としての初期にあたる2000年代には、情報社会論、地域開発などを専門とし、地域情報化について研究していた。

## 経歴
九州大学大学院比較社会文化研究院に学び、博士課程を単位取得退学した後、九州大学ベンチャービジネスラボラトリー研究員、財団法人ハイパーネットワーク社会研究所研究員を歴任した。
九州大学大学院比較社会文化研究院助手となり、2007年には制度変更で助教となって、九州大学アジア総合政策センター協力教員も務めた。2011年に、『情報通信技術による地域開発 ―大分県における地域情報化過程の実証的研究―』により、九州大学より博士（比較社会文化）を取得した。
その後、九州大学日本エジプト科学技術連携センター研究員、神戸情報大学院大学システム情報工学研究科准教授を経て、2014年に大阪大学未来戦略機構特任准教授となり、2018年に京都産業大学経営学部准教授となった。
大杉は、研究活動などを通して、グラミン銀行の創設者でノーベル平和賞受賞者でもあるムハマド・ユヌスとの交流もあり、共著書にユヌスが序文を寄せている例もある。また、大杉は、グラミン・コミュニケーションズ研究員でもある。

## おもな著書

### 単著
- 情報ネットワークで結ぶシルクロード―国際開発協力にみる現代中央アジア、中国書店、2009年
- 大学の地域メディア戦略 映像番組制作による大学の地域貢献、中国書店、2010年

### 共著
- （アシル・アハメッドとの共著）グラミンのソーシャル・ビジネス、中国書店、2012年（増補改訂版、集広舎、2017年）- 序文：ムハマド・ユヌス
- （アシル・アハメッドとの共著）BOPを変革する情報通信技術―バングラデシュの挑戦、集広舎、2009年 - 序文：ムハマド・ユヌス

- （大谷順子との共編著）人間の安全保障と現代中央アジア、花書院（比較社会文化叢書）、2010年

### 共訳書
- （大谷順子との共訳）リン・リチャーズ（英語版） 著、質的データの取り扱い、北大路書房、2009年